# Allophyes oxycanthae
Allophyes oxycanthae là một loài bướm đêm trong họ Noctuidae.